# 육박

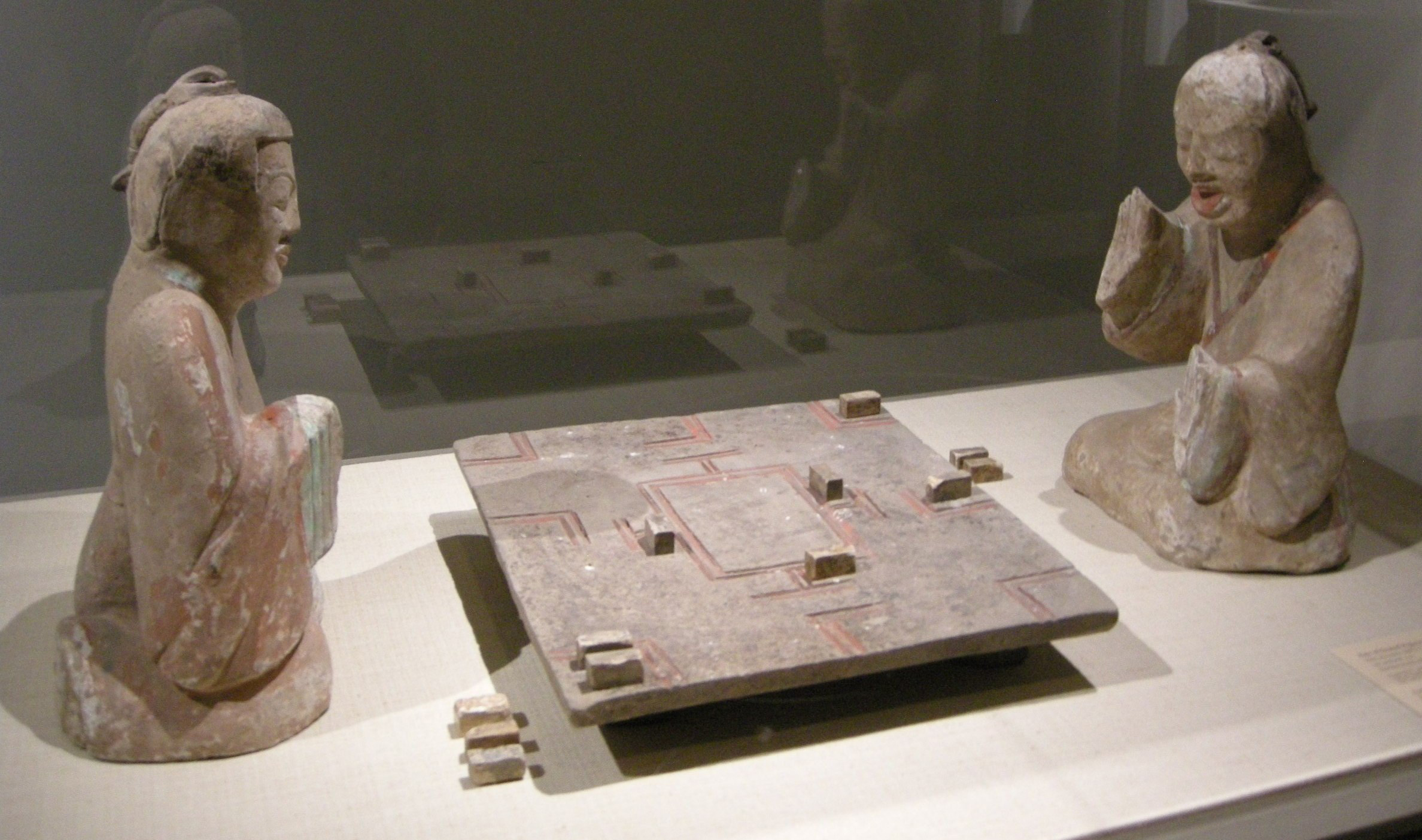
육박을 즐기는 모습을 표현한 후한의 도용(陶俑). 메트로폴리탄 미술관 소장.

육박(六博)은 고대 중국의 보드 게임이다. 쌍륙과 비슷한 게임이었던 것으로 추정되며, 많은 문헌과 출토자료가 남아있으나 규칙은 밝혀지지 않았다.
기원전 1세기 해혼후 유하의 묘에서 출토된 5,000개의 죽간 중 청(靑)·백(白)이라는 글자가 발견되었고, 또한 굴(詘)·도(道)·고(高) 등의 육박 용어가 빈출됨에 따라 이것이 육박 기보이고 청·백은 말의 색깔을 뜻하는 것이라는 설이 제기되었으며, 2019년 최종적으로 1,000개의 죽간이 육박 기보인 것으로 발표되었다.

## 역사
육박은 예전에는 박(博, 簙)이라고도 불렸다. 선진시기 문헌에 간간이 보이며, 《논어》 양화편에 혁(奕·바둑)과 함께 박혁(博奕)이라고 일컬은 예, 《장자》 병모편에 새(塞·격오)와 함께 박새(博塞)라고 일컬은 예가 확인된다.
전한 때에 이르러 유행하여 연회에 반드시 준비되었다. 황태자 유계(劉啓·훗날 경제)는 오왕 유비의 태자 유현(劉賢)과 육박을 하다가 싸움이 벌어져 박국(博局·육박판)을 던져 그를 죽이고 말았는데, 이는 나중에 오초칠국의 난의 원인 중 하나가 되었다.
육박은 삼국 시대에도 행해졌으나, 남북조 시대가 되면서 잊혔다.

## 박국(博局)

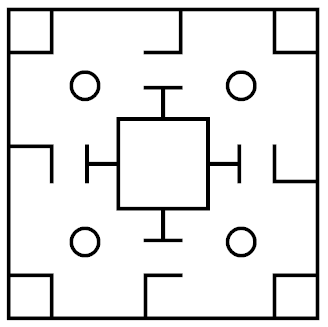
박국(博局).
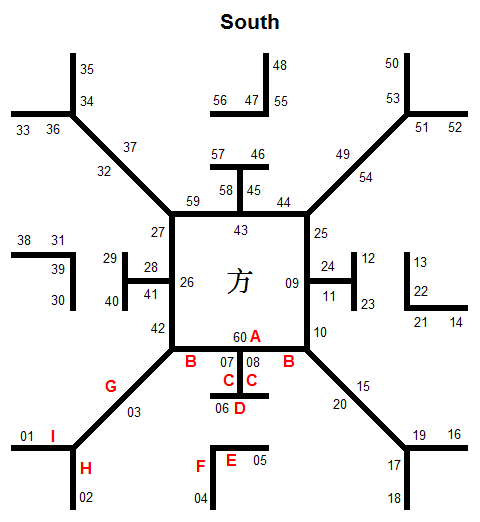
《박국점》(博局占)에 그려진 박국. A부터 B까지 각각 방(方)·염(廉)·게(揭)·도(道)·장(張)·곡(曲)·굴(詘)·장(長)·고(高)이다.
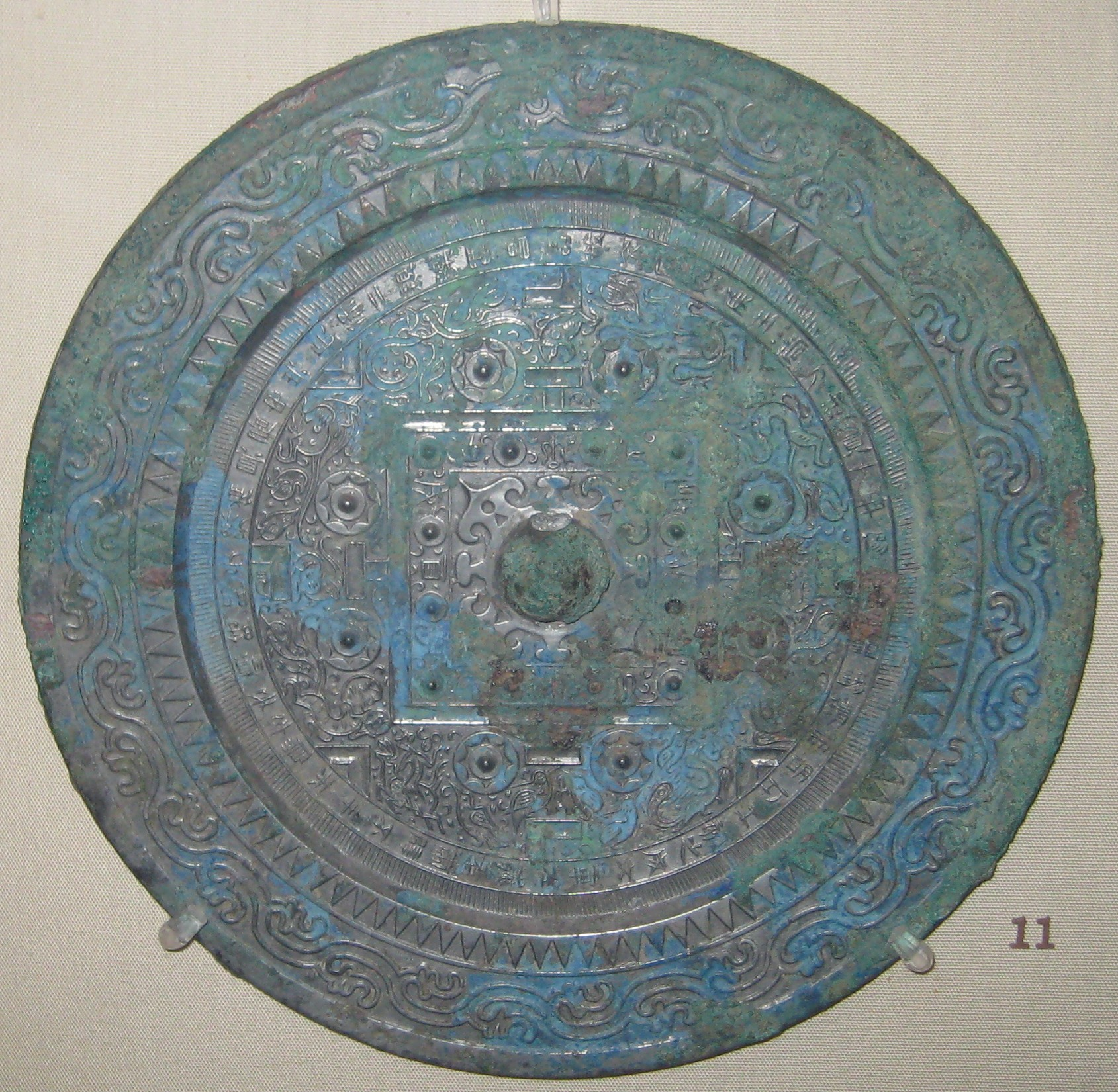
전한의 방격규구경. 대영박물관 소장.

육박에 쓰이는 판을 박국(博局) 또는 국(局)이라고 한다. 박국의 생김새는 직사각형 또는 정사각형으로, 중앙에 사각형이, 네 변의 바깥에 T자가 그려져 있다. 판의 네 변에는 L자가, 네 귀퉁이에는 V자 비슷한 형태가 그려져 있다. L자와 중앙 사각형의 사이에는 원이 그려져 있다(원이 없는 박국도 있음). 단, 가장 오래된 박국은 이 표기들이 정돈되어 있지 않다.
《서경잡기》 권4 육박술(陸博術)에 따르면 박국의 각 지점에는 방(方)·반(畔)·게(揭)·도(道)·장(張)·구(究)·굴(屈)·현(玄)·고(高)라는 이름이 붙어있다. 1993년 발견된 윤만한묘(尹灣漢墓)에서 출토된 간독 《박국점》(博局占)에 따르면 중앙 사각형의 안쪽은 방(方), 네 변 바깥은 염(廉), T자의 가로·세로획은 각각 도(道)·게(揭), L자의 가로·세로획은 각각 장(張)·곡(曲), 원은 굴(詘), V자의 왼쪽·오른쪽 획은 각각 장(長)·고(高)라고 불렀다.
이러한 박국의 디자인이 방격규구경(方格規矩鏡) 또는 TLV경(-鏡)이라고 불리는 동경의 문양과 같다는 사실은 예전부터 주목받아왔으며, 이에 따라 이 문양을 박국문(博局紋)이라고 불러야 한다는 의견이 있다.

## 규칙

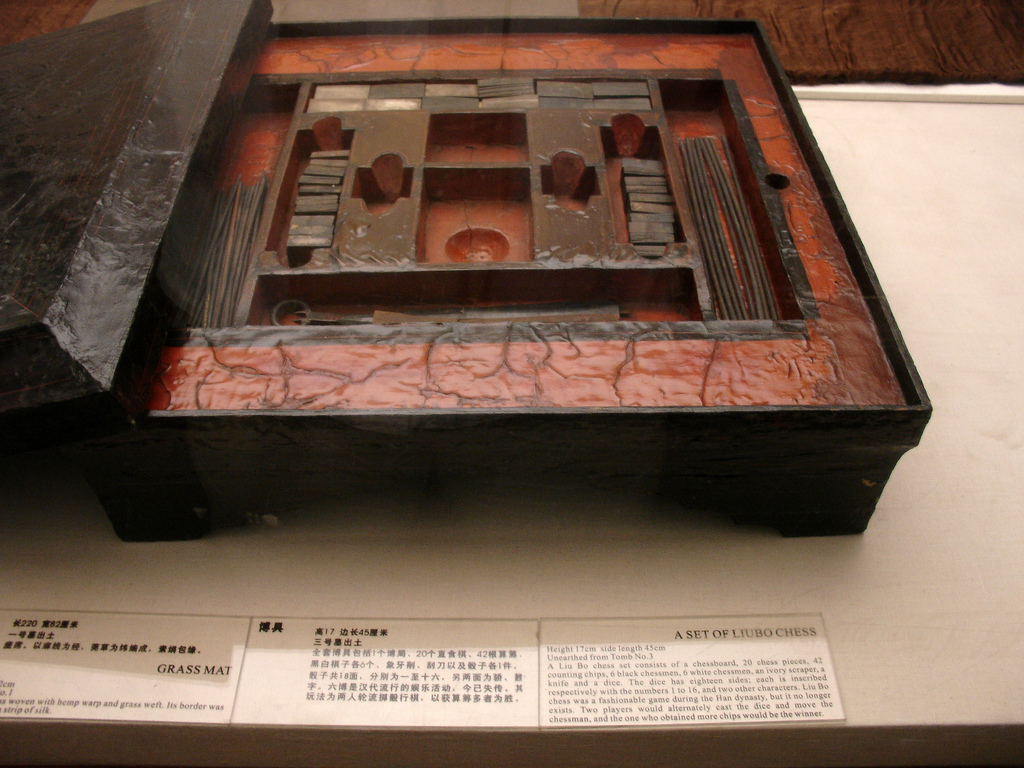
마왕퇴 3호묘에서 출토된 칠기 육박용구.

육박은 둘이서 즐기는 게임으로, 박국 위에 기(棋)라고 불리는 직사각형 말(각자 여섯 개씩 가지며, 색깔로 구분함)을 두고, 저(箸)라고 불리는 여섯 개의 막대를 주사위 삼아 던져 나온 숫자만큼 기를 움직였다. 한대에는 저 대신 경(煢, 瓊)이라고 불리는 18면체 주사위를 쓰기도 했으며, 《안씨가훈》 잡예편에 따르면 예전에는 저 여섯 개를 쓰는 대박(大博)과 경 두 개를 쓰는 소박(小博)이 있었다고 한다.
주사위의 눈금은 새(塞)·백(白)·흑(黑)·오새(五塞) 등이 있었던 것으로 보이나, 자세히는 알 수 없다. 경은 1부터 16까지 적힌 면과 교(驕) 자가 적힌 면, 또 출토자료에 따라 다른 글자가 적힌 면이 확인되며, 이 면이 나오면 벌주를 마신 것으로 여겨진다.
특정 위치까지 도달한 기는 교(梟, 驕)라는 강력한 말로 승진되었고, 이 '교기'는 다른 기들과 구별하기 위해 세워두었다. 《고박경》(古博經)에 따르면, 교는 어(魚)를 잡을 수 있었다고 한다.
육박에는 이외에도 산(算)이라 불리는 점수봉 등을 사용하였으나, 점수를 어떻게 계산하였는지는 알 수 없다.

## 갤러리

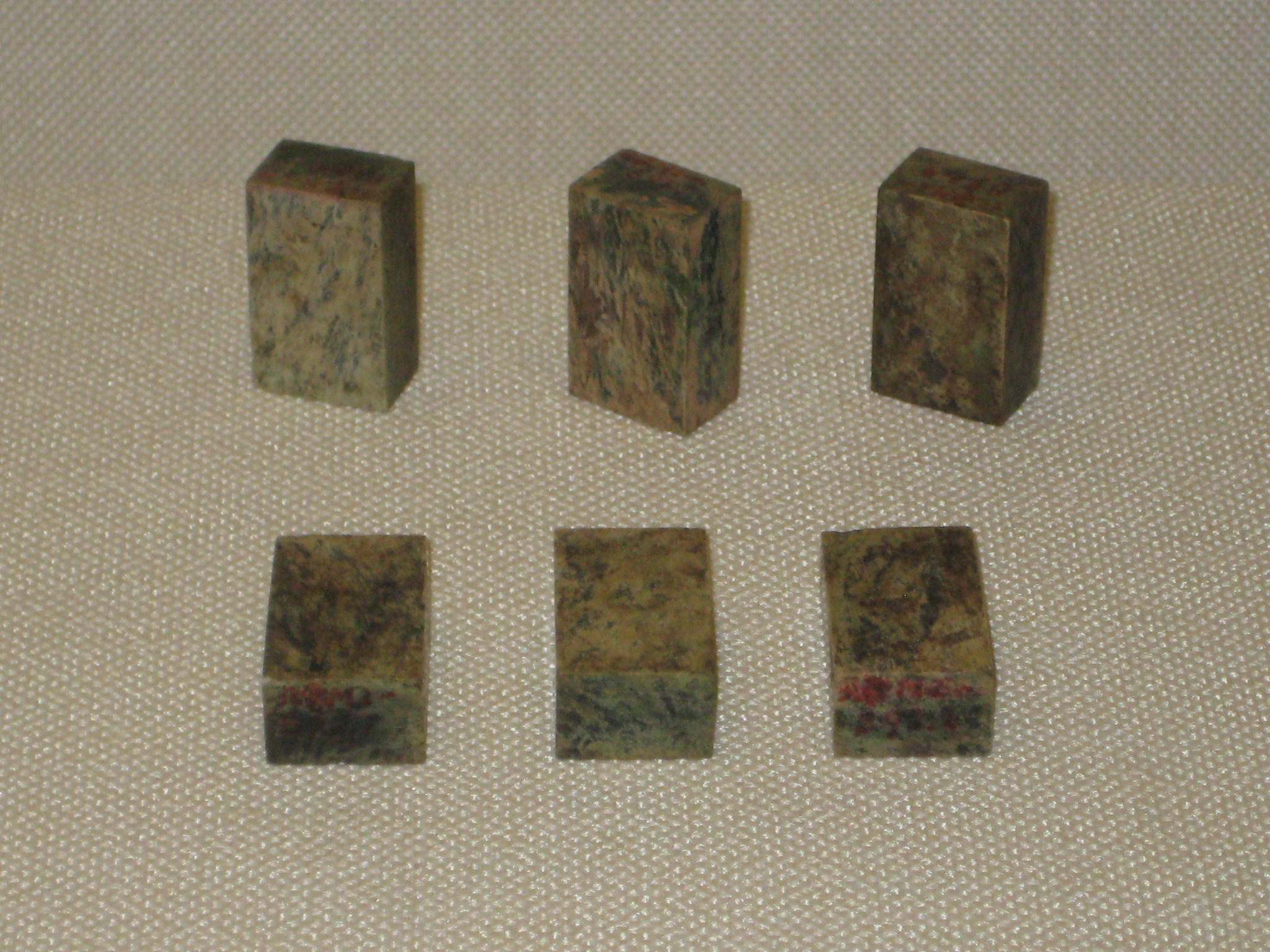
남월 문왕의 묘에서 출토된 옥제 기.
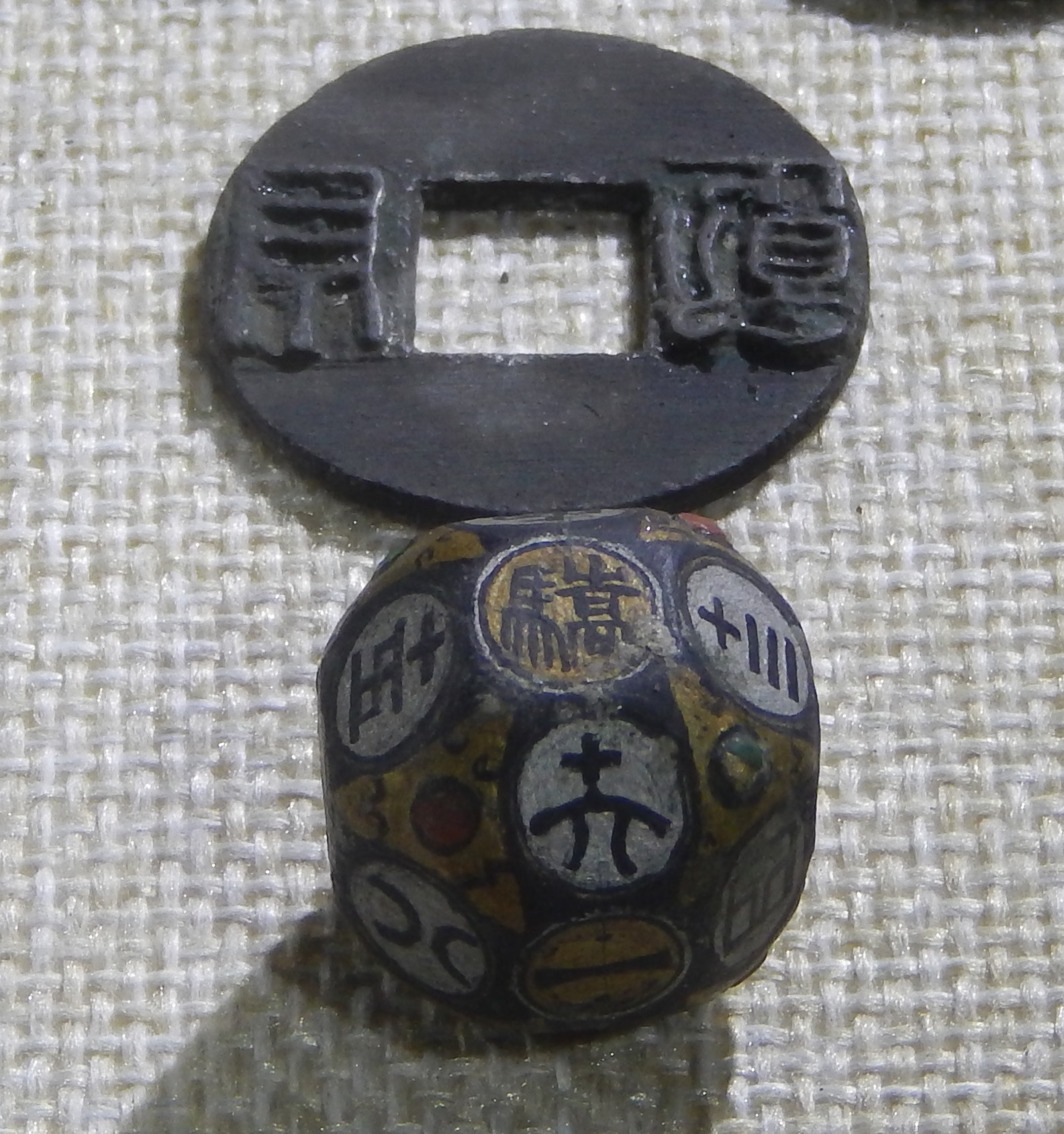
전한 중산정왕의 부인 두관(竇綰)의 묘에서 출토된 경.
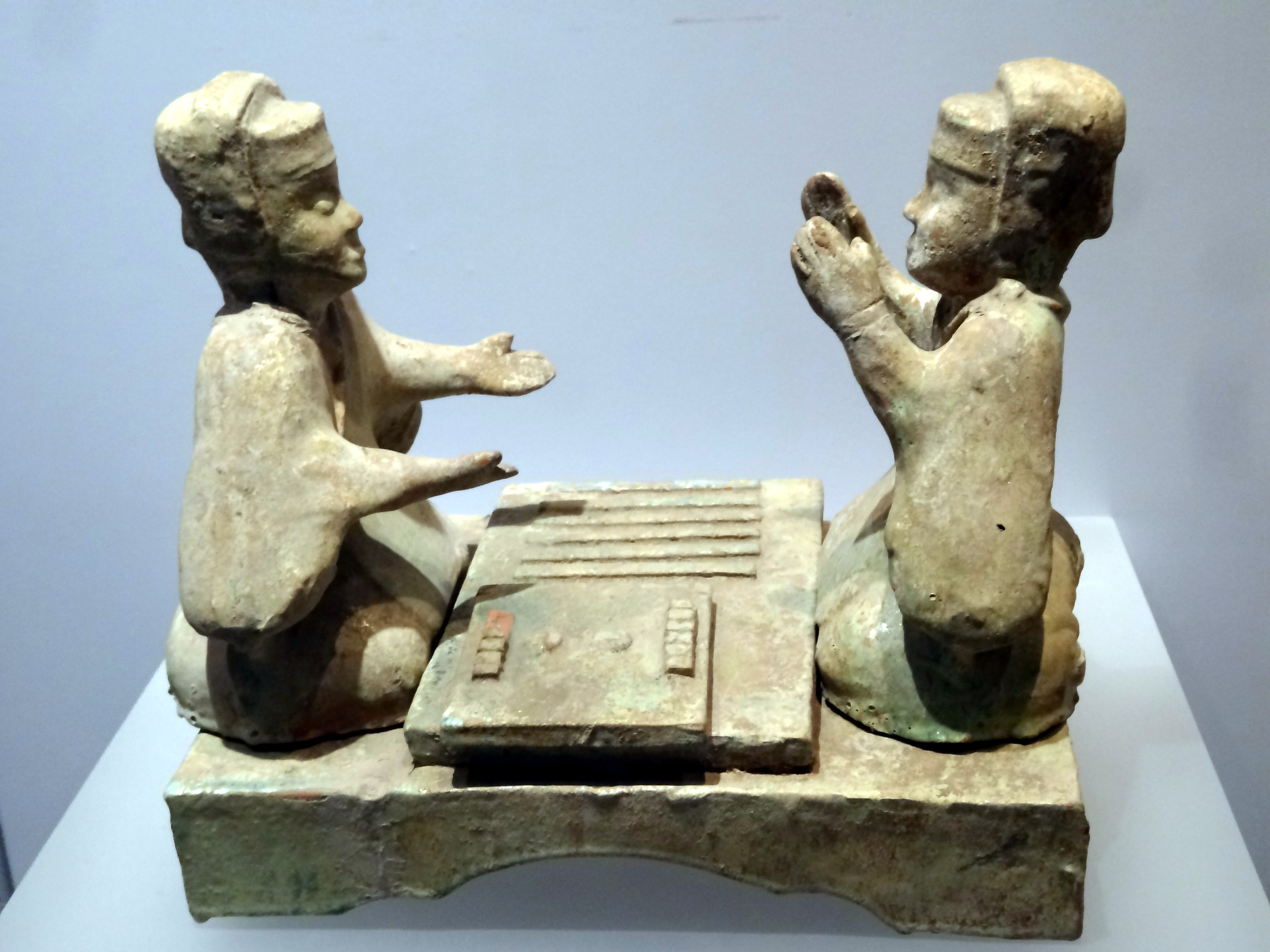
한대의 도용. 박국 중앙의 둥근 물체가 어라는 설이 있다.

## 같이 보기
- 만다라